# Lill-Tallsjön
Lill-Tallsjön är en sjö i Vilhelmina kommun i Lappland och ingår i Gideälvens huvudavrinningsområde. Sjön har en area på 0,215 kvadratkilometer och ligger 422,1 meter över havet. Sjön avvattnas av vattendraget Tallsjöbäcken.

## Delavrinningsområde
Lill-Tallsjön ingår i det delavrinningsområde (715552-157803) som SMHI kallar för Mynnar i Gideälven. Medelhöjden är 436 meter över havet och ytan är 2,28 kvadratkilometer. Räknas de 5 avrinningsområdena uppströms in blir den ackumulerade arean 46,63 kvadratkilometer. Tallsjöbäcken som avvattnar avrinningsområdet har biflödesordning 2, vilket innebär att vattnet flödar genom totalt 2 vattendrag innan det når havet efter 219 kilometer. Avrinningsområdet består mestadels av skog (66 procent) och sankmarker (13 procent). Avrinningsområdet har 0,21 kvadratkilometer vattenytor vilket ger det en sjöprocent på 9,3 procent.